# براحه العليا (العدين)

تعديل مصدري - تعديل

براحه العليا هي إحدى قرى عزلة الجبلين بمديرية العدين التابعة لمحافظة إب، بلغ تعداد سكانها 1703 نسمة حسب تعداد اليمن لعام 2004.